# 宇宙線

宇宙線のエネルギースペクトル

| なぜ、宇宙線のうちのいくつかは「神の素粒子」と呼ばれるほどの非常に高いエネルギーをもっているのか？ 地球近辺には十分にエネルギーのある宇宙線源がないにもかかわらず、なぜそれほどのエネルギーを持っているのか？ 遠くの線源から放射される宇宙線のうちのいくつかが明らかにGZKカットオフ以上のエネルギーを持っているのはなぜか？ |

宇宙線（うちゅうせん、英: cosmic ray）は、宇宙空間を飛び交う高エネルギーの放射線のことである。主な成分は陽子であり、アルファ粒子、リチウム、ベリリウム、ホウ素、鉄などの原子核が含まれている。なお、地球にも常時飛来していることが観測されている。1900年に発見された。発生源は、巨大な星の爆発やブラックホールからガスが噴き出るといった大規模な天体現象と考えられているが、特定されていない。

## 概要
宇宙線には太陽宇宙線や銀河宇宙線等がある。宇宙線のほとんどは銀河系内を起源とする銀河宇宙線であり、超新星残骸などにより加速されていると考えられている。これらは、銀河磁場で銀河内に長時間閉じ込められるため、銀河内物質との衝突で破砕し、他の原子核に変化することがある。実際、Li、Be、B、Sc、Vなどの元素の存在比が、太陽系内のものと宇宙線中とで大きく異なることが知られている。このため、宇宙線の元素比や同位元素の存在比を測定することで、宇宙線の通過した物質量を推測することが出来る。
エネルギーの高い宇宙線の到来頻度は極端に低くなるが、そのエネルギースペクトルは冪関数 dI/dE∝E-α(α〜3)で近似できる。このため、宇宙線の加速は熱的なものではなく、星間磁気雲や衝撃波との衝突を繰り返すフェルミ加速のような機構が考えられる。
地球大気内に高エネルギーの宇宙線が入射した場合、空気シャワー現象が生じ、多くの二次粒子が発生する。寿命の短いものはすぐに崩壊するが、安定な粒子は地上で観測される。このとき、大気中に入射する宇宙線を一次宇宙線、そこから発生した粒子を二次宇宙線と呼ぶ。一次宇宙線の大部分は陽子をはじめとする荷電粒子である。それに対して、二次宇宙線は地上高度では大半がμ粒子である。
粒子加速器などで人間が作り出せるエネルギーは、重心系で最大1013 eVのオーダー（CERNで計画されているLHCが 1.4×1013 eV）であり、実験室系に換算しても、1017 eV程度である。それに対し、宇宙線のエネルギーは実験室系で最大 1020 eVに達する。このため、宇宙線によって超高エネルギー領域での素粒子反応について重要な知見を得ることができる。実際に、様々な新粒子が素粒子実験より先に宇宙線中から見つかった。
一般にはGZK限界を越えるエネルギーを持つ宇宙線（超高エネルギー宇宙線）は観測されないとされているが、その観測を目的とした実験計画（テレスコープアレイ実験）がある。
宇宙線は、集積回路中の素子のようなごく微小な電子装置の誤作動の原因ともなる。基本的なところは他の放射線等と同じだが、地上ではどこへでも降り注いでいる点など特異な点などもあり、理学的な研究としてだけではなく、実務的工学的な対策などが検討される対象でもある。

## 発見
以下、記述はM. S. Longair "High Energy Astrophysics Third Edition" 2011 Cambridge University Pressの1.10節に従う。

1900年頃、自然放射線源から離れた暗い場所に設置された検電器(electroscope)が放電することが観測され、これは宇宙線の存在を示す最初の手がかりとなった。
その後、1912年と1913年にビクター・フランツ・ヘスとKolhörsterによって有人気球実験が行われた。高度が上がるにつれて大気のイオン化が増加することが観測され、これは宇宙線の放射源が地球大気の外に存在することを示す重要な結果となった。この業績により、彼は1936年にノーベル物理学賞を受賞している。
1929年には、Skobeltsynが放射性崩壊によって放出される電子の特性を研究するために霧箱(cloud chamber)を発明した。彼は霧箱の中で宇宙線の粒子が引き起こすトラックを観察し、これが宇宙線の存在をさらに裏付けるものであった。
同じ年、GeigerとMullerによってガイガー・ミュラー検出器が発明された。この検出器を用いることで、個々の宇宙線を検出し、到着時刻を非常に正確に測定することが可能となった。
霧箱実験は、宇宙線が荷電粒子のシャワーを引き起こすことを示した。空気シャワーとは、一次宇宙線（地球外起源）が大気圏に突入したときに大気中に発生する、電離粒子と電磁放射線の広範囲（何キロもの幅）に及ぶカスケードのことである。1934年にB.Rossiによって発見され、1937年、P.AugerはRossiの報告を知らずに同じ現象を発見した。Augerは高エネルギーの一次宇宙線粒子が大気圏の高い位置で空気核と相互作用し、二次、三次相互作用のカスケードが始まり、最終的に電子や光子のシャワーが地上に到達することを観測から明らかにした。Rossiは、検出器を互いに離して宇宙線を観測することで、多くの粒子が同時に検出器に到達することを発見した。
また、1930年代から1950年代初頭にかけて、宇宙線は新粒子の発見において重要な役割を果たした。
1930年には、MillikanとAndersonとがスコベルツィンよりも10倍強力な電磁石を使用して、霧箱を通過する粒子の軌跡を調べ、特にAndersonは、正の電荷の、電子のような動きをみせる粒子（陽電子）を観測した（Anderson 1932）。また、1933年にBlackettとOcchialiniによって、宇宙線がチェンバーを通過したときに自動的にトリガーされる霧箱を使って再確認された（Blackett and Occhialini, 1933）。陽電子の存在は、1928年、Diracによって既に理論的に予測されていた。
1936年には、AndersonとNeddermeyerが宇宙線から、中間子(mesotron)と呼ばれる電子と陽子の間の質量を持つ粒子を発見した。これは1935年、湯川によって理論的に予測されていた。
2023年11月24日、大阪公立大学の研究チームが、計算上は1グラムで地球が破壊されるほどの強いエネルギーの宇宙線を発見したと発表。研究チームは2008年からアメリカ、ユタ州の砂漠地帯に507台の検出装置を設置し、観測を続けている。

## 生成される娘核種例
- 炭素14 (14C)

{\displaystyle {\ce {{\it {n}}+{}_{7}^{14}N->{}_{6}^{14}C\ +{\it {p}}}}}
- 三重水素 + 炭素12

{\displaystyle {\ce {^{14}N\ +\ _{}^{1}{\it {n}}->{}_{}^{3}H\ +{}_{}^{12}C}}}
- 三重水素+ 窒素14

{\displaystyle {\ce {^{16}O\ +\ _{}^{1}{\it {n}}->{}_{}^{3}H\ +{}_{}^{14}N}}}
- アルミニウム26 (26Al)

{\displaystyle {\ce {Si\ +\ _{}^{1}{\it {n}}->{}_{}^{26}Al}}}
- ベリリウム10 (10Be)

{\displaystyle {\ce {Si\ +\ _{}^{1}{\it {n}}->{}_{}^{10}Be}}}

## 宇宙線実験
- スーパーカミオカンデ
- カンガルー (物理学)
- テレスコープアレイ実験
- GRAPES-3

など